# Dzodze
Dzodze es una ciudad de la región de Volta de Ghana. En marzo de 2000 tenía una población censada de 18 957 habitantes.
Se encuentra ubicada al sureste del país, entre el lago Volta y la frontera con Togo. 